# Gemuruh, Banjarnegara
Gemuruh är en administrativ by i Indonesien.   Den ligger i provinsen Jawa Tengah, i den västra delen av landet, 300 km öster om huvudstaden Jakarta. Gemuruh ligger vid sjön Waduk Mrica.